# 24 Heures de Spa 2002
Navigation
Édition précédente Édition suivante
Les 24 Heures de Spa 2002, (Proximus 24 Hours of Spa 2002) disputées les 3 août 2002 et 4 août 2002 sur le circuit de Spa-Francorchamps, sont la cinquante-cinquième édition de l'épreuve et la septième manche du championnat FIA GT 2002.

## Course

### Classement de la course
| Pos.   | Catégorie | N°  | Écurie                              | Pilotes                                                                     | Châssis                   | Pneus | Tours/Abandon |
| Pos.   | Catégorie | N°  | Écurie                              | Pilotes                                                                     | Moteur                    | Pneus | Tours/Abandon |
| ------ | --------- | --- | ----------------------------------- | --------------------------------------------------------------------------- | ------------------------- | ----- | ------------- |
| 1      | GT        | 1   | Larbre Compétition Chéreau          | Christophe Bouchut David Terrien Sébastien Bourdais Vincent Vosse           | Chrysler Viper GTS-R      | M     | 526           |
| 1      | GT        | 1   | Larbre Compétition Chéreau          | Christophe Bouchut David Terrien Sébastien Bourdais Vincent Vosse           | Chrysler 8.0L V10         | M     | 526           |
| 2      | GT        | 15  | Lister Storm Racing                 | Bobby Verdon-Roe (en) Justin Law David Sterckx Miguel Ángel de Castro       | Lister Storm              | D     | 521           |
| 2      | GT        | 15  | Lister Storm Racing                 | Bobby Verdon-Roe (en) Justin Law David Sterckx Miguel Ángel de Castro       | Jaguar 7.0L V12           | D     | 521           |
| 3      | N-GT      | 54  | Freisinger Motorsport               | Romain Dumas Stéphane Ortelli Emmanuel Collard                              | Porsche 911 GT3-RS        | D     | 519           |
| 3      | N-GT      | 54  | Freisinger Motorsport               | Romain Dumas Stéphane Ortelli Emmanuel Collard                              | Porsche 3.6L Flat-6       | D     | 519           |
| 4      | N-GT      | 50  | JMB Racing                          | Christian Pescatori Andrea Montermini Andrea Bertolini Andrea Garbagnati    | Ferrari 360 Modena N-GT   | P     | 514           |
| 4      | N-GT      | 50  | JMB Racing                          | Christian Pescatori Andrea Montermini Andrea Bertolini Andrea Garbagnati    | Ferrari 3.6L V8           | P     | 514           |
| 5      | N-GT      | 55  | Freisinger Motorsport               | Marc Lieb André Lotterer Georges Forgeois Bert Longin                       | Porsche 911 GT3-RS        | D     | 508           |
| 5      | N-GT      | 55  | Freisinger Motorsport               | Marc Lieb André Lotterer Georges Forgeois Bert Longin                       | Porsche 3.6L Flat-6       | D     | 508           |
| 6      | GT        | 2   | Larbre Compétition Chéreau          | Jean-Luc Chéreau Jean-Claude Lagniez Didier Defourny Carl Rosenblad         | Chrysler Viper GTS-R      | M     | 497           |
| 6      | GT        | 2   | Larbre Compétition Chéreau          | Jean-Luc Chéreau Jean-Claude Lagniez Didier Defourny Carl Rosenblad         | Chrysler 8.0L V10         | M     | 497           |
| 7      | N-GT      | 64  | Cirtek Motorsport                   | Vic Rice Stéphane Daoudi Julien Piguet Manfred Jurasz                       | Porsche 911 GT3-R         | D     | 495           |
| 7      | N-GT      | 64  | Cirtek Motorsport                   | Vic Rice Stéphane Daoudi Julien Piguet Manfred Jurasz                       | Porsche 3.6L Flat-6       | D     | 495           |
| 8      | GT        | 12  | Paul Belmondo Racing                | Fabio Babini Marc Duez Boris Derichebourg                                   | Chrysler Viper GTS-R      | P     | 494           |
| 8      | GT        | 12  | Paul Belmondo Racing                | Fabio Babini Marc Duez Boris Derichebourg                                   | Chrysler 8.0L V10         | P     | 494           |
| 9      | N-GT      | 78  | Seikel Motorsport                   | Luca Drudi Gabrio Rosa Philip Collin Andrew Bagnall                         | Porsche 911 GT3-RS        | Y     | 493           |
| 9      | N-GT      | 78  | Seikel Motorsport                   | Luca Drudi Gabrio Rosa Philip Collin Andrew Bagnall                         | Porsche 3.6L Flat-6       | Y     | 493           |
| 10     | GTN       | 100 | Scuderia Sant'Ambreous              | Alex Caffi Emanuele Moncini "Yah-Man" Andrea Chiesa                         | Ferrari 360 Modena N-GT   | Y     | 489           |
| 10     | GTN       | 100 | Scuderia Sant'Ambreous              | Alex Caffi Emanuele Moncini "Yah-Man" Andrea Chiesa                         | Ferrari 3.6L V8           | Y     | 489           |
| 11     | GTN       | 93  | Track Promotion                     | Yves Lambert Christian Lefort Antonio De Castro Renato Premoli              | Porsche 911 GT3 Cup       | D     | 480           |
| 11     | GTN       | 93  | Track Promotion                     | Yves Lambert Christian Lefort Antonio De Castro Renato Premoli              | Porsche 3.6L Flat-6       | D     | 480           |
| 12     | SMM       | 116 | AD Sport                            | Patrick Schruers Albert Vanierschot Peter Van Delm Kris Wauters             | Porsche 911 GT3 Cup       | P     | 478           |
| 12     | SMM       | 116 | AD Sport                            | Patrick Schruers Albert Vanierschot Peter Van Delm Kris Wauters             | Porsche 3.6L Flat-6       | P     | 478           |
| 13     | SMM       | 130 | BMW Dealer Team                     | Guino Kenis Patrick Beliën Peter Beckers                                    | BMW Z3 GT                 | P     | 478           |
| 13     | SMM       | 130 | BMW Dealer Team                     | Guino Kenis Patrick Beliën Peter Beckers                                    | BMW 3.2L I6               | P     | 478           |
| 14     | GT        | 11  | Paul Belmondo Racing                | Paul Belmondo Claude-Yves Gosselin Ryo Fukuda                               | Chrysler Viper GTS-R      | P     | 476           |
| 14     | GT        | 11  | Paul Belmondo Racing                | Paul Belmondo Claude-Yves Gosselin Ryo Fukuda                               | Chrysler 8.0L V10         | P     | 476           |
| 15     | GTN       | 96  | AD Sport                            | Koen Wauters Bert Lambrecht Patrick Selleslagh                              | Porsche 911 Bi-Turbo      | P     | 476           |
| 15     | GTN       | 96  | AD Sport                            | Koen Wauters Bert Lambrecht Patrick Selleslagh                              | Porsche 3.6L Turbo Flat-6 | P     | 476           |
| 16     | N-GT      | 66  | MAC Racing Scuderia Veregra         | Marco Saviozzi Pierre Bes Emmanuel Moinel Delalande Didier Moinel Delalande | Porsche 911 GT3-R         | D     | 474           |
| 16     | N-GT      | 66  | MAC Racing Scuderia Veregra         | Marco Saviozzi Pierre Bes Emmanuel Moinel Delalande Didier Moinel Delalande | Porsche 3.6L Flat-6       | D     | 474           |
| 17     | SMM       | 111 | Alexander Frei                      | Alexander Frei David Velay Cédric Lorent                                    | Lamborghini Diablo GTR    | P     | 466           |
| 17     | SMM       | 111 | Alexander Frei                      | Alexander Frei David Velay Cédric Lorent                                    | Lamborghini 6.0L V12      | P     | 466           |
| 18     | GTN       | 95  | Ice Pol Racing Team                 | René Franchi Amaury Heurckmans Mark Delobe Stéphane Lémeret                 | Porsche 911 GT3-RS        | D     | 466           |
| 18     | GTN       | 95  | Ice Pol Racing Team                 | René Franchi Amaury Heurckmans Mark Delobe Stéphane Lémeret                 | Porsche 3.6L Flat-6       | D     | 466           |
| 19     | SMM       | 119 | Ruffier Events                      | James Ruffier Jean-Claude Ruffier Rudolphe Hauchard Frédéric Hauchard       | Porsche 911 GT3 Cup       | P     | 466           |
| 19     | SMM       | 119 | Ruffier Events                      | James Ruffier Jean-Claude Ruffier Rudolphe Hauchard Frédéric Hauchard       | Porsche 3.6L Flat-6       | P     | 466           |
| 20     | SMM       | 118 | SMG                                 | Philippe Gache Jean-Luc Blanchemain Hervé Clément José Garcia               | Porsche 911 GT3 Cup       | M     | 463           |
| 20     | SMM       | 118 | SMG                                 | Philippe Gache Jean-Luc Blanchemain Hervé Clément José Garcia               | Porsche 3.6L Flat-6       | M     | 463           |
| 21     | SMM       | 115 | PSI Motorsport                      | Philippe Tollenaire Sylvie Delcour Loïc Deman                               | Porsche 911 GT3 Supercup  | D     | 463           |
| 21     | SMM       | 115 | PSI Motorsport                      | Philippe Tollenaire Sylvie Delcour Loïc Deman                               | Porsche 3.6L Flat-6       | D     | 463           |
| 22     | N-GT      | 81  | Swiss GT Racing                     | Alain Corbisier Luc Pensis Steve Van Bellingen                              | Porsche 911 GT3-R         | D     | 421           |
| 22     | N-GT      | 81  | Swiss GT Racing                     | Alain Corbisier Luc Pensis Steve Van Bellingen                              | Porsche 3.6L Flat-6       | D     | 421           |
| 23     | N-GT      | 77  | RWS Motorsport                      | Alexey Vasilyev Nikolai Fomenko Antonio García Jesús Diaz de Villarroel     | Porsche 911 GT3-R         | P     | 417           |
| 23     | N-GT      | 77  | RWS Motorsport                      | Alexey Vasilyev Nikolai Fomenko Antonio García Jesús Diaz de Villarroel     | Porsche 3.6L Flat-6       | P     | 417           |
| 24     | SMM       | 120 | Banking Compétition                 | Philippe Tillie Didier Ortion Sylvain Tremblay Didier Miquee                | Porsche 911 GT3 Cup       | P     | 409           |
| 24     | SMM       | 120 | Banking Compétition                 | Philippe Tillie Didier Ortion Sylvain Tremblay Didier Miquee                | Porsche 3.6L Flat-6       | P     | 409           |
| 25     | GTN       | 122 | Veryplast Belgium Rollcentre Racing | Martin Short Rob Barff Simon Pullan                                         | TVR Cerbera Speed Six     | D     | 401           |
| 25     | GTN       | 122 | Veryplast Belgium Rollcentre Racing | Martin Short Rob Barff Simon Pullan                                         | TVR Speed Six 4.0L I6     | D     | 401           |
| 26     | GTN       | 92  | Racing Team Belgium                 | Fanny Duchâteau Jean-François Hemroulle Jeffrey van Hooydonk                | Gillet Vertigo Streiff    | Y     | 377           |
| 26     | GTN       | 92  | Racing Team Belgium                 | Fanny Duchâteau Jean-François Hemroulle Jeffrey van Hooydonk                | Alfa Romeo 3.0L V6        | Y     | 377           |
| 27 DNF | GT        | 14  | Lister Storm Racing                 | Jamie Campbell-Walter Andy Wallace Nicolaus Springer Eric van de Poele      | Lister Storm              | D     | 424           |
| 27 DNF | GT        | 14  | Lister Storm Racing                 | Jamie Campbell-Walter Andy Wallace Nicolaus Springer Eric van de Poele      | Jaguar 7.0L V12           | D     | 424           |
| 28 DNF | N-GT      | 76  | RWS Motorsport                      | Philipp Peter Dieter Quester Toto Wolff Luca Riccitelli                     | Porsche 911 GT3-R         | P     | 351           |
| 28 DNF | N-GT      | 76  | RWS Motorsport                      | Philipp Peter Dieter Quester Toto Wolff Luca Riccitelli                     | Porsche 3.6L Flat-6       | P     | 351           |
| 29 DNF | GTN       | 91  | Racing Team Belgium                 | Vanina Ickx David Saelens Renaud Kuppens                                    | Gillet Vertigo Streiff    | Y     | 350           |
| 29 DNF | GTN       | 91  | Racing Team Belgium                 | Vanina Ickx David Saelens Renaud Kuppens                                    | Alfa Romeo 3.0L V6        | Y     | 350           |
| 30 DNF | N-GT      | 63  | System Force Motorsport             | Peter Van Merksteijn Phil Bastiaans Stéphane Vancampenhoudt                 | Porsche 911 GT3-RS        | P     | 338           |
| 30 DNF | N-GT      | 63  | System Force Motorsport             | Peter Van Merksteijn Phil Bastiaans Stéphane Vancampenhoudt                 | Porsche 3.6L Flat-6       | P     | 338           |
| 31 DNF | GT        | 25  | PSI Motorsport                      | Kurt Mollekens Eric Geboers Markus Palttala                                 | Porsche 911 Bi-Turbo      | D     | 312           |
| 31 DNF | GT        | 25  | PSI Motorsport                      | Kurt Mollekens Eric Geboers Markus Palttala                                 | Porsche 3.6L Flat-6       | D     | 312           |
| 32 DNF | GTN       | 98  | Markant Racing                      | Franck Tardivet Bert Van Rossem Wim Meulders Nicolas de Gastines            | Porsche 911 GT3 Cup       | D     | 271           |
| 32 DNF | GTN       | 98  | Markant Racing                      | Franck Tardivet Bert Van Rossem Wim Meulders Nicolas de Gastines            | Porsche 3.6L Flat-6       | D     | 271           |
| 33 DNF | N-GT      | 80  | Swiss GT Racing                     | Luc Alphand Sylvain Noël Christian Lavieille Stéphane Echallard             | Porsche 911 GT3-R         | D     | 269           |
| 33 DNF | N-GT      | 80  | Swiss GT Racing                     | Luc Alphand Sylvain Noël Christian Lavieille Stéphane Echallard             | Porsche 3.6L Flat-6       | D     | 269           |
| 34 DNF | GT        | 3   | Team Carsport Holland Racing Box    | Mike Hezemans Anthony Kumpen Thierry Tassin                                 | Chrysler Viper GTS-R      | P     | 204           |
| 34 DNF | GT        | 3   | Team Carsport Holland Racing Box    | Mike Hezemans Anthony Kumpen Thierry Tassin                                 | Chrysler 8.0L V10         | P     | 204           |
| 35 DNF | N-GT      | 62  | Cirtek Motorsport                   | Roberto Papini Raffale Sangiuolo Leo Van Sande Tom Zurstrassen              | Porsche 911 GT3-RS        | D     | 190           |
| 35 DNF | N-GT      | 62  | Cirtek Motorsport                   | Roberto Papini Raffale Sangiuolo Leo Van Sande Tom Zurstrassen              | Porsche 3.6L Flat-6       | D     | 190           |
| 36 DNF | N-GT      | 58  | Autorlando Sport                    | Ulrich Schumacher Udo Schneider Stefan Jentzsch Andreas von Zitzewitz       | Porsche 911 GT3-RS        | P     | 189           |
| 36 DNF | N-GT      | 58  | Autorlando Sport                    | Ulrich Schumacher Udo Schneider Stefan Jentzsch Andreas von Zitzewitz       | Porsche 3.6L Flat-6       | P     | 189           |
| 37 DNF | GT        | 4   | Team Carsport Holland Racing Box    | Fabrizio Gollin Luca Cappellari Bas Leinders                                | Chrysler Viper GTS-R      | P     | 115           |
| 37 DNF | GT        | 4   | Team Carsport Holland Racing Box    | Fabrizio Gollin Luca Cappellari Bas Leinders                                | Chrysler 8.0L V10         | P     | 115           |
| 38 DNF | N-GT      | 51  | JMB Racing                          | Peter Kutemann Stephen Earle Geoffroy Horion Iradj Alexander                | Ferrari 360 Modena N-GT   | P     | 100           |
| 38 DNF | N-GT      | 51  | JMB Racing                          | Peter Kutemann Stephen Earle Geoffroy Horion Iradj Alexander                | Ferrari 3.6L V8           | P     | 100           |
| 39 DNF | GT        | 23  | BMS Scuderia Italia                 | Andrea Piccini Marco Zadra Jean-Denis Delétraz Lilian Bryner                | Ferrari 550-GTS Maranello | M     | 94            |
| 39 DNF | GT        | 23  | BMS Scuderia Italia                 | Andrea Piccini Marco Zadra Jean-Denis Delétraz Lilian Bryner                | Ferrari 5.9L V12          | M     | 94            |
| 40 DNF | GTN       | 97  | PSI Motorsport                      | Frédéric Bouvy Nicolas Kropp Jean-Michel Martin                             | Porsche 911 GT3-R         | D     | 83            |
| 40 DNF | GTN       | 97  | PSI Motorsport                      | Frédéric Bouvy Nicolas Kropp Jean-Michel Martin                             | Porsche 3.6L Flat-6       | D     | 83            |
| 41 DNF | GTN       | 90  | Zwaan's Racing                      | Arjan van der Zwaan Rob van der Zwaan Marc Goossens                         | Chrysler Viper GTS-R      | D     | 80            |
| 41 DNF | GTN       | 90  | Zwaan's Racing                      | Arjan van der Zwaan Rob van der Zwaan Marc Goossens                         | Chrysler 8.0L V10         | D     | 80            |
| 42 DNF | GTN       | 94  | Ice Pol Racing Team                 | Philippe Menage Christophe Geoffroy Philippe de Cornelis Michel Duquesnoy   | Porsche 911 GT2           | D     | 78            |
| 42 DNF | GTN       | 94  | Ice Pol Racing Team                 | Philippe Menage Christophe Geoffroy Philippe de Cornelis Michel Duquesnoy   | Porsche 3.8L Turbo Flat-6 | D     | 78            |
| 43 DNF | SMM       | 113 | Emeraude Racing                     | Didier Caradec Olivier Baron Christophe Huet André-Alain Corbel             | BMW Z3                    | P     | 75            |
| 43 DNF | SMM       | 113 | Emeraude Racing                     | Didier Caradec Olivier Baron Christophe Huet André-Alain Corbel             | BMW 3.2L I6               | P     | 75            |
| 44 DNF | GTN       | 99  | Widi Racing                         | Bernard de Dryver Max Weisenburger Risto Virtanen                           | Marcos Mantara LM600      | M     | 74            |
| 44 DNF | GTN       | 99  | Widi Racing                         | Bernard de Dryver Max Weisenburger Risto Virtanen                           | Chevrolet 5.9L V8         | M     | 74            |
| 45 DNF | SMM       | 117 | Land Motorsport                     | Peter Scharmarch Wolfgang Destree Kersten Jodexnis Wolfgang Haugg           | Porsche 911 GT3 Cup       | D     | 57            |
| 45 DNF | SMM       | 117 | Land Motorsport                     | Peter Scharmarch Wolfgang Destree Kersten Jodexnis Wolfgang Haugg           | Porsche 3.6L Flat-6       | D     | 57            |
| 46 DNF | GT        | 22  | BMS Scuderia Italia                 | Peter Kox Enzo Calderari Frédéric Dor                                       | Ferrari 550-GTS Maranello | M     | 41            |
| 46 DNF | GT        | 22  | BMS Scuderia Italia                 | Peter Kox Enzo Calderari Frédéric Dor                                       | Ferrari 5.9L V12          | M     | 41            |
| 47 DNF | GT        | 5   | Force One Racing                    | David Hallyday Philippe Alliot François Jakubowski Vittorio Zoboli          | Ferrari 550 Maranello     | M     | 33            |
| 47 DNF | GT        | 5   | Force One Racing                    | David Hallyday Philippe Alliot François Jakubowski Vittorio Zoboli          | Ferrari 6.0L V12          | M     | 33            |
| 48 DNF | N-GT      | 52  | JMB Competition                     | Ludovico Manfredi Batti Pregliasco                                          | Ferrari 360 Modena N-GT   | P     | 32            |
| 48 DNF | N-GT      | 52  | JMB Competition                     | Ludovico Manfredi Batti Pregliasco                                          | Ferrari 3.6L V8           | P     | 32            |
| 49 DNF | N-GT 2L   | 125 | Signa Driving School                | Patrick Chaillet Thierry de Bonhomme Giovanni Bruno                         | Renault Spider            | M     | 31            |
| 49 DNF | N-GT 2L   | 125 | Signa Driving School                | Patrick Chaillet Thierry de Bonhomme Giovanni Bruno                         | Renault 2.0L I4           | M     | 31            |
| 50 DNF | GT        | 16  | Proton Competition                  | Gerold Ried Christian Ried Horst Felbermayr, Sr. Horst Felbermayr, Jr.      | Porsche 911 GT2           | Y     | 14            |
| 50 DNF | GT        | 16  | Proton Competition                  | Gerold Ried Christian Ried Horst Felbermayr, Sr. Horst Felbermayr, Jr.      | Porsche 3.8L Turbo Flat-6 | Y     | 14            |